# MA45217
MA45217 é um objeto transnetuniano que está localizado no disco disperso, uma região do Sistema Solar. Ele possui um um diâmetro estimado de 474 km.

## Descoberta
MA45217 foi descoberto no dia 27 de abril de 2006. Este objeto tem um arco de observação de dois dias, em 2006.

## Órbita
A órbita de MA45217 tem uma excentricidade de 0,034 e possui um semieixo maior de 76,283 UA. O seu periélio leva o mesmo a uma distância de 73,689 UA em relação ao Sol e seu afélio a 78,877 UA.